# Iveta Rajlich

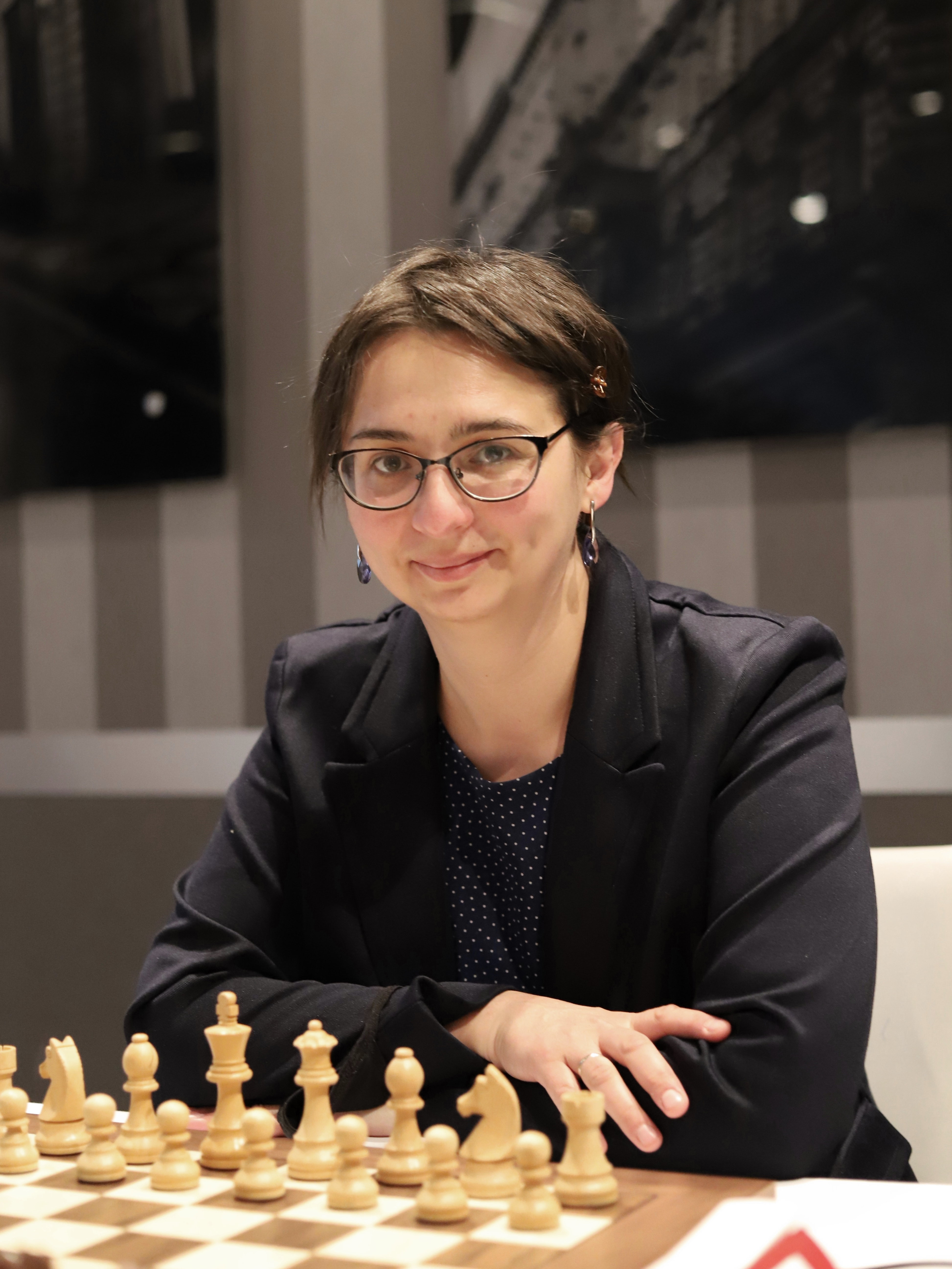
Iveta Rajlich, Bydgoszcz 2021

Iveta Rajlich (geboren Radziewicz; Warschau, 16 maart 1981) is een Poolse schaakster. Zij is sinds 2002 een Internationaal Meester (IM) en sinds 1997 grootmeester bij de vrouwen (WGM).

## Biografie

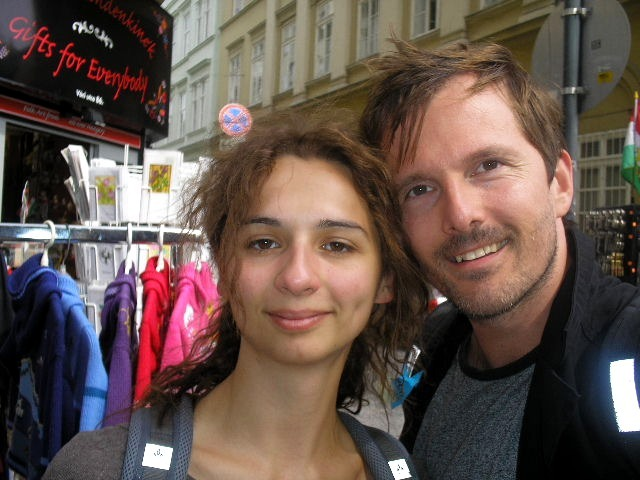
Iveta en Vasik Rajlich (2006)

Iveta Rajlich is beter bekend onder haar geboortenaam Radziewicz, waarvan ze in 2006 afstand deed via haar huwelijk met Vasik Rajlich, de ontwikkelaar van het schaakprogramma Rybka. Sinds 1999 won ze acht keer het Poolse schaakkampioenschap voor vrouwen, voor de laatste keer in 2019.
Bij het Europees schaakkampioenschap voor vrouwen in 2000 werd ze in de kwartfinale uitgeschakeld door de latere finaliste Tatiana Stepovaia, in 2007 werd ze in Dresden zesde. 
Sinds 1997 is ze grootmeester bij de vrouwen (WGM), sinds 2002 is ze een Internationaal Meester (IM). In september 2009 was haar Elo-rating 2465. In februari 2015 was ze vijfde op de Poolse ranglijst van schaaksters. 

## Nationale teams
Met het Poolse nationale vrouwenteam nam ze deel aan de Schaakolympiades in 1998, 2000, 2002, 2004, 2006, 2008 en 2012 met als beste resultaat de derde plaats in 2002.
Ook nam ze deel aan het Wereldkampioenschap schaken voor landenteams voor vrouwen in 2007 en in 2009 en aan het Europees kampioenschap schaken voor landenteams voor vrouwen in 1999, 2001, 2003, 2005, 2007, 2009 en 2013. In 2005 won het Poolse team de titel, in 2007 werd ze met het team tweede, waarbij ze met haar individuele resultaat aan bord 2 tweede was, en de derde Elo-performance had van alle deelneemsters. In 2013 werd ze met het team derde.

## Schaakverenigingen
In de Poolse competitie voor schaakverenigingen speelde Iveta Rajlich in 1996 voor Maraton Warschau, van 1997 tot 2001 voor Stilon Gorzów Wielkopolski, waarmee ze in 1997 en in 1998 kampioen werd, van 2002 tot 2005 voor SS Polfa Grodzisk Mazowiecki, waarmee ze in 2003 ook deelnam aan de European Club Cup, en in 2008, 2009, 2011 en 2012 voor Polonia Votum Wrocław. In de Britse Four Nations Chess League speelde ze in seizoen 2005/06 voor de Slough Sharks en van 2007 tot 2009 voor het team van de Universiteit van Cambridge. In de Duitse bondscompetitie voor vrouwen speelde ze van 1999 tot 2001 voor de Dresdner SC, waarmee ze in 2000 de titel won, in seizoen 2002/03 en van 2004 tot 2008 voor Weiß-Blau Allianz Leipzig, sinds 2008 is ze ingeschreven bij SK Großlehna, waar ze als laatste in seizoen 2009/10 werd ingezet.

## Externe koppelingen
- (en)   Informatie over schaakpartijen van Iveta Rajlich op ChessGames.com
- (en)   Informatie over schaakpartijen van Iveta Rajlich op 365chess.com
- (en)  FIDE-ratinggegevens voor Iveta Rajlich